# Nuno Gonçalves

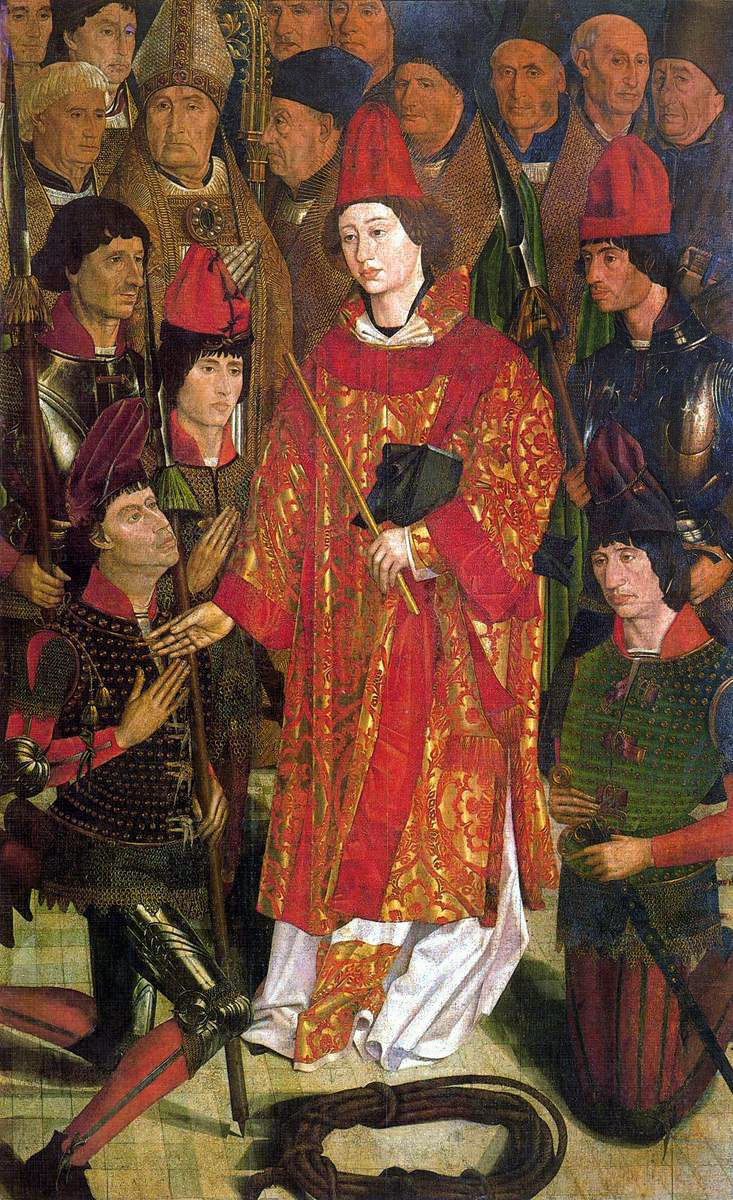
Svatý Vincent

Nuno Gonçalves (15. století – po roce 1490) byl portugalský malíř.

## Životopis
Gonçalves byl umělecky aktivní v období 1450 až 1490. V roce 1450 ho Alfons V. jmenoval dvorním malířem. O jeho životě není mnoho informací. Jeho nejvýznamnější prací je křídlový oltář Uctívání svatého Vincenta, polyptych dnes uložený v Museu Nacional de Arte Antiga v Lisabonu.
Gonçalves je spolu s dalšími historickými osobami zobrazen na památníku objevitelů v Belému.